# Fable de Pyrame et Thisbé
 (avril 2025).
Si vous disposez d'ouvrages ou d'articles de référence ou si vous connaissez des sites web de qualité traitant du thème abordé ici, merci de compléter l'article en donnant les références utiles à sa vérifiabilité et en les liant à la section « Notes et références ».
Ne doit pas être confondu avec Pyrame et Thisbé.

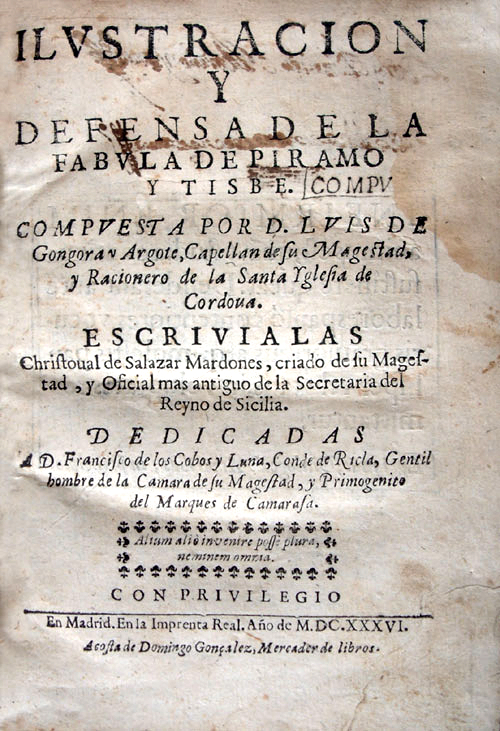
La Ilustración y defensa de la «Fábula de Píramo y Tisbe» (1636) de Cristóbal Salazar Mardones, le plus célèbre commentaire contemporain de la Fable de Pyrame et Thisbé.

La Fable de Pyrame et Thisbé (titre original en castillan Fábula de Píramo y Tisbe) est un romance de Luis de Góngora écrit en 1618 et composé de 500 octosyllabes avec rimes assonantes en ú/o.

## Sujet
La fable est basée sur une imitation burlesque de la fable latine classique, qui figure dans les Métamorphoses d'Ovide (IV, 51-166), avec des ajouts de Góngora, comme la présence d'une entremetteuse dans l'amour des deux protagonistes ou les dialogues entre ces derniers.
L'œuvre renferme une intention clairement démythificatrice, en insérant les héros dans un contexte grotesque, une manière de revitaliser les classiques gréco-latins usés, par le biais de l'ironie et d'une mise à distance critique. La voix énonciatrice du poème est une figure incrédule et observatrice, consciente de son activité créatrice et même par endroits critique envers son propre travail.
Il s'agit du dernier poème d'importance composé par le Cordouan, figure phare du baroque espagnol, et suppose une culmination de la fusion entre styles burlesque et sublime. Le poème inclut des éléments satiriques et conceptistes. Il allie complexes métaphores, lexique parsemé de néologismes et de cultismes (une autre spécialité de Góngora) et allusion aux coutumes de l'époque à travers des termes argotiques, conférant à l'ensemble une grande profondeur sémantique. La fable combine différents registres de langage, depuis le plus vulgaire jusqu'à un jargon juridique décontextualisé.